# زلزال بروجرد 2006
زلزال بروجرد 2006 هو زلزالٌ وقعَ في بروجرد في إيران بتاريخ 31 مارس 2006.